# Спика
Спика (α Virginis, α Vir, Алфа от Дева) е най-ярката звезда в съзвездието Дева и една от 20-те най-ярки звезди в нощното небе. Намира се на разстояние 250 ± 10 светлинни години от Земята. Представлява спектроскопска променлива двойна звезда. Системата включва две звезди, които са толкова близко една до друга, че са разтегнати до яйцевидни форми и могат да бъдат различени единствено чрез спектрите им. Основният компонент е син гигант.

## Наблюдение
Спика се намира на 2,06 градуса от еклиптиката и може да бъде закрита от Луната, а в редки случаи и от планети. Венера за последно закрива звездата на 10 ноември 1783 г., а ще я закрие отново на 2 септември 2197 г. Слънцето преминава малко над 2° северно от Спика около 16 октомври всяка година, а хелиакалният изгрев настъпва около две седмици по-късно.

## Физически характеристики
Спика е много близка двойна система, чиито компоненти се въртят един около друг с период от 4 дни. Те са толкова близко един до друг, че не могат да бъдат разграничени като отделни звезди с телескоп. Промените в орбиталното движение на двойката води до Доплерово отместване на абсорбционните им линии в съответните им спектри. Ъгловият диаметър на главния компонент е изчислен на (0,90 ± 0,04) × 10−3 арксекунди, докато голямата полуос на орбитата е малко по-голяма – (1,54 ± 0,05) × 10−3 арксекунди.
Тъй като гравитацията на звездите леко изменя яркостта им, тяхната видима величина варира с около 0,03 за период, съвпадащ с орбиталния период. Това колебание във величината е почти незабележимо. И двете звезди се въртят по-бързо от общия им орбитален период. Тази липса на синхронизация и високата сплеснатост на орбитата им подсказва, че това е система от млади звезди. С течение на времето, взаимното им приливно взаимодействие ще доведе до ротационна синхронизация и по-близка до окръжност орбита.
Главната звезда е от спектрален клас B1 III–IV. Светимостта ѝ сочи, че тя се намира по средата между етапите на субгигант и гигант и че вече е излязла от главната последователност. Звездата има над 10 пъти по-голяма маса от слънчевата и седем пъти по-голям радиус от слънчевия. Болометричната ѝ светимост е около 20 500 пъти по-голяма от слънчевата и девет пъти по-голяма от тази на придружаващата я звезда. Това е една от най-близките до нас звезди, които имат достатъчно маса, за да приключат живота си в свръхнова тип II.
Вторичният компонент е по-малък – със 7 пъти по-голяма маса от слънчевата и 3,6 пъти по-голям радиус от слънчевия. Това е звезда от главна последователност и спектрален клас B2 V.